# 정몽우
정몽우(鄭夢禹, 1945년 2월 24일 ~ 1990년 4월 24일)는 대한민국의 기업인이다. 정주영의 4남이다.

## 가족
- 할아버지 : 정봉식
- 할머니 : 한성실
  - 아버지 : 정주영 (1915 ~ 2001)
  - 어머니 : 변중석 (1921  ~ 2007)
    - 형 : 정몽필 (1934 ~ 1982)
    - 형수:이양자 (1943 ~ 1990)
    - 형 : 정몽구 (1938 ~ )
    - 형수 : 이정화 (1939 ~ 2009)
    - 형 : 정몽근 (1942 ~ )
    - 형수:우경숙 (1951 ~ )
    - 누나 : 정경희 (1944 ~ )
    - 배우자 : 이행자 (1945 ~ )
      - 장남 : 정일선 (1970 ~ )
        - 자부 : 구은희 (1973 ~ )

      - 차남 : 정문선 (1974 ~ )
        - 자부 : 김선희 (1975 ~ )

      - 3남 : 정대선 (1977 ~ )
        - 자부 : 노현정 (1979 ~ )

    - 동생 : 정몽헌 (1948 ~ 2003)
    - 동생 : 정몽준 (1951 ~ )
    - 동생 : 정몽윤 (1955 ~ )
    - 동생 : 정몽일 (1959 ~ )
    - 여동생: 정정인 (1979 ~ )
    - 여동생: 정정임 (1981 ~ )

## 생애
1945년 2월 24일 서울에서 정주영과 변중석의 4남으로 태어났다. 고등학교 때 패싸움을 하다가 머리를 크게 다쳐 이로 인한 후유증으로 우울증을 심하게 앓았다. 이 우울증으로 인해 정상적인 사회생활을 못했다고 한다. 정주영이 '아무리 자식이여도 능력 없는 놈한테는 경영을 맡기지 않는다.'라고 말한 게 형이나 동생들에 비해 무능하다고 생각했던 정몽우는 더 고통스러워했다고 한다. 그러나 맏형인 정몽필(1934년생,당시 인천제철 사장)이 1982년 4월 교통사고 죽게 되자 정주영의 심경의 변화가 와 그나마 회사를 내준 게 현대알루미늄 회장직이다. 하지만 직함만 회장일 뿐이고 모든 실질적인 대표 직책은 처남 이진호가 맡았고 정몽우는 계속 우울증 입원치료를 반복하다가 1990년 4월 24일 음독자살로 생을 마감하게 되었다.

## 학력
- 1961년 배재중학교 졸업
- 1964년 오산고등학교 졸업
- 1971년 중앙대학교 영어영문학 학사

## 경력
- 1970년 현대건설 입사
- 1979년 한국포장건설 사장
- 1987년 고려개발산업 사장
- 1990년 현대알루미늄 회장